# فرودگاه فینشافن
فرودگاه فینشافن (به انگلیسی: Finschhafen Airport) یک فرودگاه همگانی با کد یاتا FIN است که یک باند فرود آسفالت دارد. این فرودگاه در کشور پاپوآ گینه نو قرار دارد .